# Olympische Orde

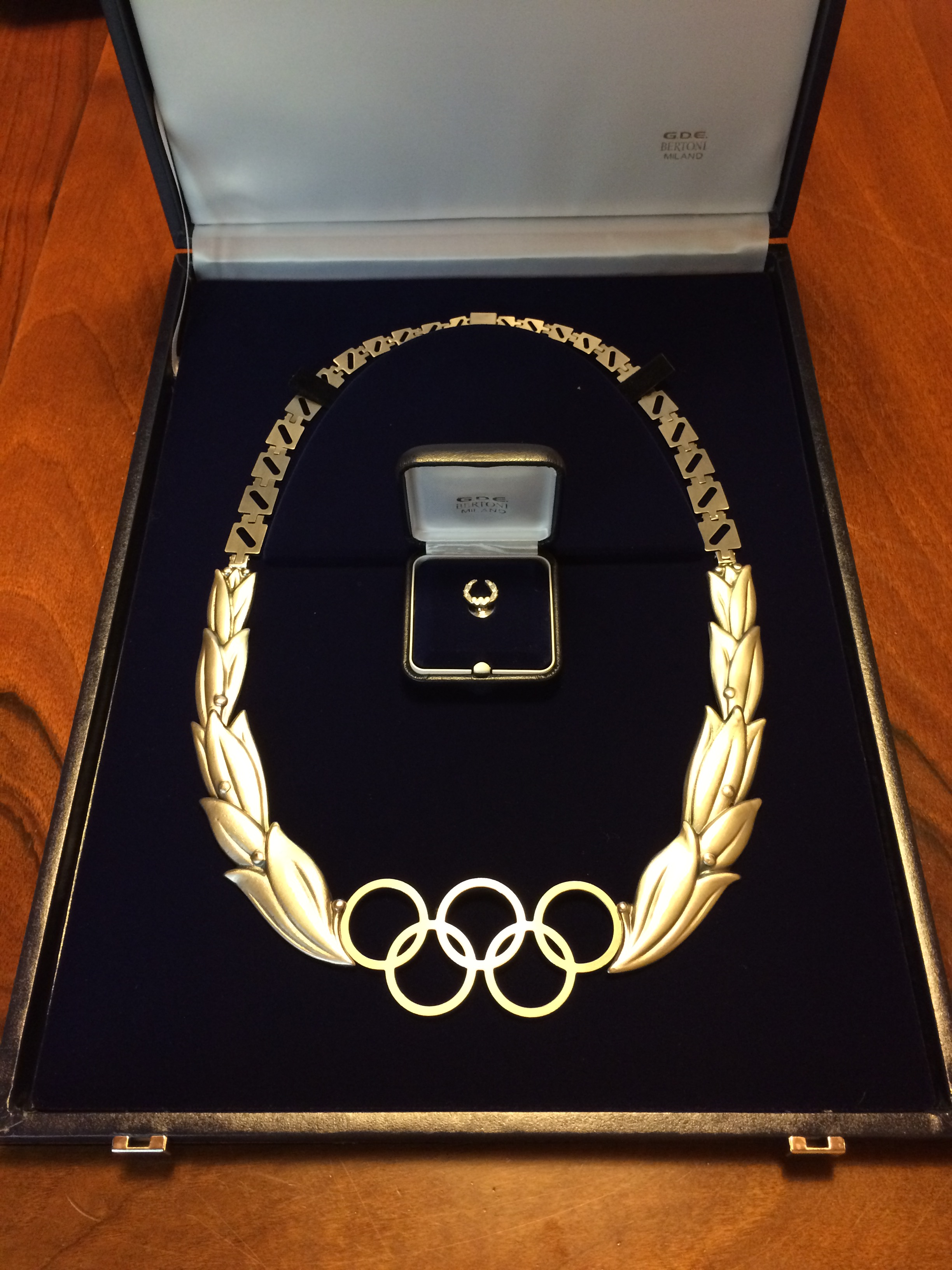

De Olympische Orde is de hoogste onderscheiding binnen het olympisme en wordt uitgereikt aan mensen die bijzondere bijdragen hebben geleverd aan de Olympische Beweging en de sport. De orde werd ingesteld in 1975 als opvolger van het Olympisch Diploma van Verdienste. Aanvankelijk waren er drie graden (goud, zilver en brons), maar in 1984 besloot het 87e IOC-congres in Sarajevo (Joegoslavië) om het onderscheid tussen de zilveren en bronzen graad af te schaffen, en de gouden graad voor te behouden voor staatshoofden en uitzonderlijke gevallen.
Nadia Comăneci en Carlos Arthur Nuzman zijn de enige personen die tweemaal werden onderscheiden in de Olympische Orde.